# Rayografia
Rayografia – technika wykonywania obrazów na materiale światłoczułym bez użycia aparatury fotograficznej.
Jej twórcą był amerykański fotografik Man Ray, który stworzył ją w okresie swojej fascynacji dadaizmem. Technika ta polega na układaniu przedmiotów bezpośrednio na materiale światłoczułym w taki sposób, by rzucały na niego cień. Po wywołaniu uzyskiwane są monochromatyczne obrazy, najczęściej o abstrakcyjnych formach.